# Dalbergia borneensis
Dalbergia borneensis är en ärtväxtart som beskrevs av David Prain. Dalbergia borneensis ingår i släktet Dalbergia, och familjen ärtväxter. Inga underarter finns listade i Catalogue of Life.